# Горовий Микола Іванович
Микола Іванович Горовий (15 грудня 1937, село Красносельське, тепер Дінського району Краснодарського краю, Російська Федерація — ?) — радянський і російський державний діяч, голова Краснодарського крайвиконкому. Депутат Верховної ради РРФСР 9-го скликання (1975—1980). Народний депутат СРСР (1991). Депутат Державної думи Російської Федерації 6-го скликання (2011—2016). Герой Соціалістичної Праці (25.02.1981).

## Біографія
Народився в селянській родині. У 1953 році закінчив середню школу.
Трудову діяльність розпочав у вересні 1953 року рядовим колгоспником колгоспу імені Кірова села Красносельського Краснодарського краю. У жовтні 1956 року закінчив річну школу підготовки бухгалтерів у місті Краснодарі.
З 1956 по 1958 рік служив у Радянській армії.
З квітня 1958 року працював бухгалтером виробничого відділу, потім — головним плановиком-економістом, керуючим відділення колгоспу імені Кірова села Красносельського Краснодарського краю. Член КПРС.
У липні 1963 — вересні 1964 року — головний бухгалтер колгоспу «Завіти Ілліча» Дінського району Краснодарського краю.
У вересні 1964 — грудні 1965 року — секретар партійного комітету колгоспу «Советская Россия» Слов'янського району Краснодарського краю.
У 1965 році заочно закінчив Ростовський інститут народного господарства, здобув спеціальність «економіст».
У грудні 1965 — березні 1974 року — голова колгоспу «Советская Россия» Красноармійського району Краснодарського краю.
У березні 1974 — квітні 1985 року — 1-й секретар Красноармійського районного комітету КПРС Краснодарського краю.
Указом Президії Верховної Ради СРСР від 25 лютого 1981 року за видатні успіхи у збільшенні виробництва рису та створенні великої бази рисосіяння Горовому Миколі Івановичу присвоєно звання Героя Соціалістичної праці із врученням ордена Леніна та золотої медалі «Серп і Молот».
У квітні 1985 — липні 1987 року — директор птахофабрики «Советская Россия»; голова колгоспу «Советская Россия» Красноармійського району Краснодарського краю.
У липні 1987 — 1990 року — 1-й заступник голови Краснодарської крайової агропромислової спілки із економічних питань.
У серпні 1990 — серпні 1991 року — 1-й заступник голови Краснодарської крайової ради народних депутатів — голова виконавчого комітету Краснодарської крайової ради депутатів трудящих.
З 1991 року — 1-й заступник начальника концерну «Кубаньвинпром» Краснодарського краю. У вересні 1996 року — жовтні 2005 року — начальник управління хлібної інспекції Російської Федерації по Краснодарському краю та Республіці Адигея.
З жовтня 2005 року — на пенсії в місті Краснодарі. З моменту утворення в січні 1998 року очолює Краснодарську крайову громадську організацію Героїв Соціалістичної Праці та повних кавалерів ордена Трудової Слави (з 2005 року — «Герої Вітчизни») в місті Краснодарі.
З 2011 по 2016 рік був депутатом Державної думи VI скликання за списком партії «Єдина Росія». Входив до комітету з праці, соціальної політики та справ ветеранів.

## Нагороди і звання
- Герой Соціалістичної Праці (25.02.1981)
- два ордени Леніна (7.12.1973, 25.02.1981)
- орден Трудового Червоного Прапора (23.12.1976)
- два ордени «Знак Пошани» (30.04.1966; 8.04.1971)
- орден Пошани (Російська Федерація) (1996)
- Заслужений працівник сільського господарства Російської Федерації (23.09.2004)
- Герой праці Кубані (2007)
- медалі ВДНГ СРСР
- медалі
- Почесний громадянин Красноармійського району (4.08.2006)